# Morgan Neville
Morgan Neville (Los Angeles, 10 ottobre 1967) è un regista, sceneggiatore e produttore cinematografico statunitense.

## Biografia
Laureatosi all'Università della Pennsylvania, inizia la sua carriera dapprima come giornalista a New York e San Francisco per poi intraprendere la carriera cinematografica dal 1993. Neville debutta come regista nel 1995 con il film-documentario Shotgun Freeway: Drives thru Lost L.A. È stato candidato ai Grammy per i film Muddy Waters: Can't Be Satisfied, Respect Yourself: The Stax Records Story e Johnny Cash's America. Nel 2008 dirige The Cool School, un documentario sulla nascita dell'arte moderna a Los Angeles. Nel 2014 riceve il Premio Oscar come miglior documentario per il film 20 Feet from Stardom.

## Filmografia

### Regista
- Shotgun Freeway: Drives Through Lost L.A.
- Sidney Poitier: The Defiant One
- The Hustons: Hollywood's Maverick Dynasty
- Brian Wilson: A Beach Boy's Tale
- Sam Phillips: The Man Who Invented Rock'n'Roll
- The Songmakers Collection
- Shakespeare Was a Big George Jones Fan: 'Cowboy' Jack Clement's Home Movies
- 20 Feet from Stardom (2013)
- Best of Enemies, co-regia di Robert Gordon (2015)
- The Music of Strangers
- Keith Richards: Under the Influence
- Yo-Yo Ma e i musicisti della via della seta (The Music of Strangers) (2015)
- Won't You Be My Neighbor? (2018)
- Mi ameranno quando sarò morto (They'll Love Me When I'm Dead) (2018)
- Roadrunner: A Film About Anthony Bourdain (2021)
- Piece by Piece (2024)